# 佛焰苞

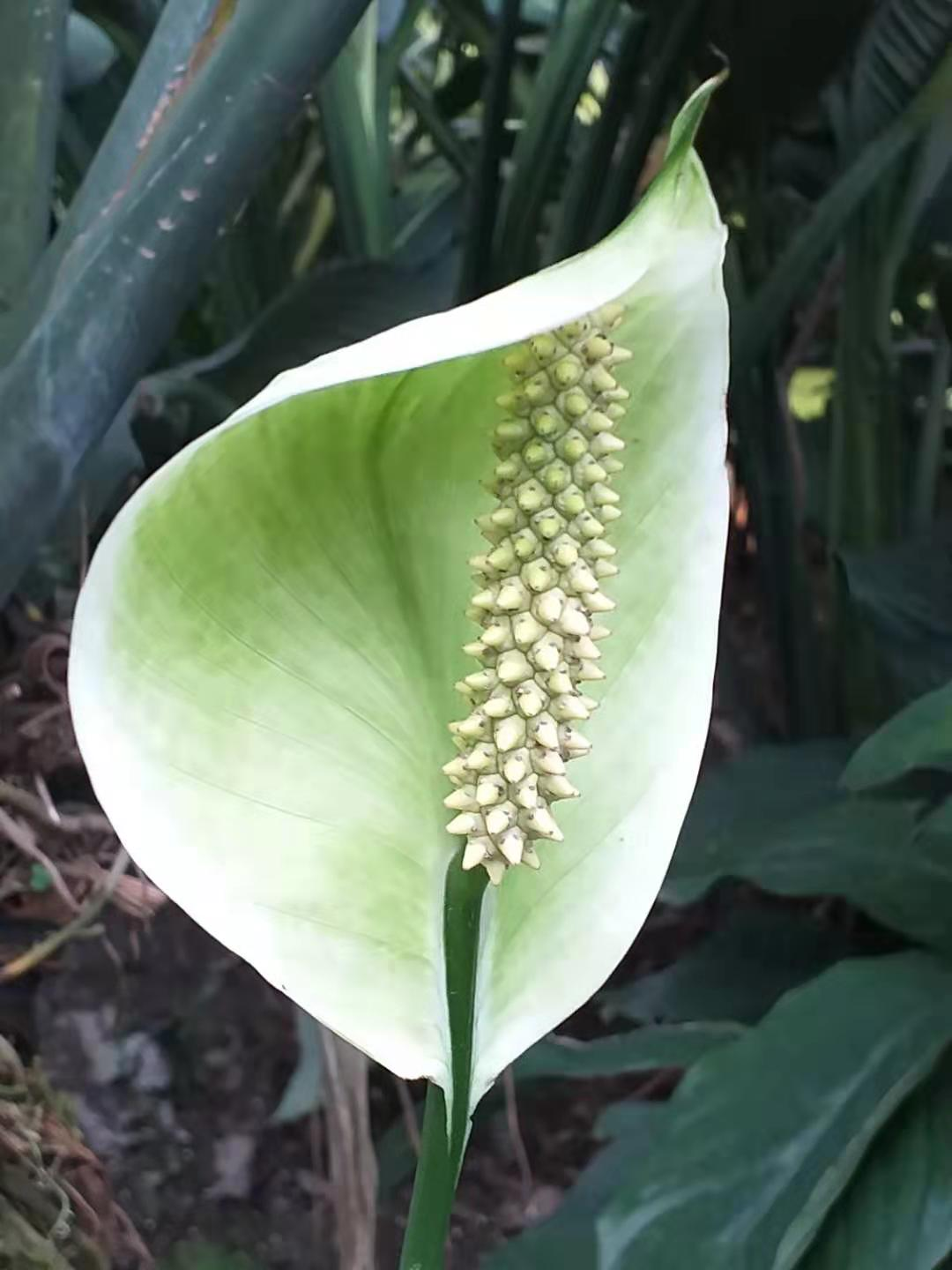
天南星科植物白鶴芋的佛焰苞

佛焰苞是许多开花植物所具有的部分或全部包住肉穗花序的一片具鞘大苞片。在天南星科植物中最为常见。多数佛焰苞的形态与雌花和雄花在花序上的分布相关, 在传粉中能够起到囚禁和吸引传粉者的作用。